# Нережа
Нере́жа — село Юрьевского сельсовета Задонского района Липецкой области. Имеет 5 улиц и 3 переулка: Верхняя Гудовка, Запрудная, Луговая, Мирная, Нижняя Гудовка, 1-й переулок, переулок Кулешова и Рощин переулок.

## История и название
Г. Германов писал, что село это уже было во второй половине XVII в. (Германов, 269). Как село с церковью упоминается в свидетельствах 1705 г. (Поликарпов, ИИКПВЕ, 55). Название неясно.

## Население
| 1859 | 1897  | 2010 |
| ---- | ----- | ---- |
| 972  | ↗1086 | ↘121 |